# Tập hợp tương đương
Các tập hợp tương đương, còn gọi là tập hợp đẳng lực, là các tập hợp mà giữa các phần tử của chúng có thể thiết lập quan hệ tương đương, tức quan hệ tương ứng một-một (song ánh). Đây là quan hệ có tính chất phản xạ, đối xứng và bắc cầu.
Ví dụ: Tập hợp số chẵn và tập hợp số lẻ, tập hợp số dương và tập hợp số âm, tập hợp các điểm trên một cung tròn mở và tập hợp các điểm trên một đường thẳng...
Hai tập bất kỳ hoặc là tương đương, hoặc là không tương đương. Điều này dẫn đến việc tập hợp của tất cả các tập hợp được phân thành các lớp tập hợp tương đương. Đồng thời có thể định nghĩa khái niệm lực lượng tập hợp và bản số là sự suy rộng của số tự nhiên.